# 任作民
任作民（1899年10月31日—1942年2月20日），又名培度，湖南湘阴人，中国共产党早期人物。

## 生平
任作民是湖南省湘阴县塾塘乡人。出身于士绅家庭，少时在家乡读小学。1914年，到长沙修业中学、湖南省立甲种农业学校读书。1920年赴上海，旋入陈独秀、杨明斋办的上海外国语学社（俄文补习学校）学习。不久由刘少奇介绍，加入中国社会主义青年团。1921年4月，与任弼时、萧劲光等赴莫斯科东方大学学习。途经海兰泡时，遵照党组织的决定，留在该地的苏联红军中国支队做政治工作。同年8月抵达莫斯科，随即入东方大学。1922年1月，由罗亦农、刘少奇介绍，任作民转为中国共产党党员。同年2月被共产国际派往远东，参与领导苏联境内的中国工人运动，负责主编《工人之路》报，并兼任该报党支部书记，5月后改任远东职工会中国分会会长。1926年6月，任赤塔省工人联合会中国工人部部长。
1925年4月，任作民离苏回国，5月任中央机关秘书兼管会计工作。1927年初，被派往武汉筹备建立党中央机关。同年3月，中共中央机关由上海迁到武汉后，任作民负责总书记陈独秀办公室的工作。武汉国民政府发动七一五事变后，任作民于8月奉中共中央命令奔赴开封任中共河南省委宣传部长，参与领导地下党组织坚持革命斗争。1928年4月，任作民被捕入狱，在狱中组织中共临时支部，领导难友进行顽强斗争。经中共地下党多方营救，1930年1月出狱。随即赴上海，入党中央办的短期训练班学习。不久被分配到中共江苏省委工作，先后任江苏省委组织部副部长，省委秘书，沪东区委书记和省委巡视员等职。1930年10月，出任改组后的中国共产党江南省委员会委员。
1932年10月，中共山东省委遭受破坏后，任作民奉命到济南重建中共山东省委，任临时省委书记。不久任中共山东省委书记。1933年2月，再次被捕。1937年，抗日战争爆发后，经党中央与国民党当局交涉，于10月获释。12月，任中共湖南特别委员会书记。1938年1月，中共湖南省临时工作委员会成立，任临时省工委书记，积极恢复和整顿湖南地方党的组织，并领导创办《观察日报》。不久，中共湖南省工作委员会正式成立，改任中共湖南省工委宣传部长，之后迁到邵阳，亲自主持举办了党员干部训练班。1939年2月，中共湖南省委成立，任宣传部长；此后半年内，任作民先后兼任省委统战部长，组织部长和中共长沙市委书记（1938年1月至1939年）等。1940年2月，到达延安，进入中央马列学院学习。同年10月，出任中共陕甘宁边区中央局（后改为中共中央西北局）秘书长。1942年2月20日，任作民在延安病逝。23日，中共中央、西北局、留守兵团和延安各机关团体3000多人为他举行了追悼大会。

## 家庭
儿子任湘、任楚，女儿任华明。堂弟任弼时。